# Per Wiberg
Per Wiberg (Né le 8 juin 1968 en Suède) est un musicien connu pour avoir été notamment le claviériste du groupe de death metal progressif suédois Opeth de 2003 à 2011. Il est membre du groupe de stoner de Michael Amott, Spiritual Beggars. Wiberg fait la tournée Deliverance/Damnation en 2003 avec Opeth avant de rejoindre officiellement le groupe en 2005.
Il quitte Opeth sur une 'décision mutuelle' entre lui et les autres membres. En effet, Mikael Åkerfeldt, le leader de la formation, évoque le fait que le groupe avait décidé de chercher un nouveau claviériste après l’enregistrement du nouvel album alors que dans le même temps Per songeait lui-même à partir, sans vraiment donner de raison concrète à ces décisions mutuelles. Mikael précise qu’il n’y a pas ne mauvais sang entre eux, « juste une relation qui se termine », et que Per a fait « un travail splendide d’enregistrement sur le dernier album. »
Il se consacre alors à Mojobone où il est guitariste et chanteur principal. En 2009 il rejoint le groupe de doom metal Krux et devient en juin 2012 le claviériste live de Candlemass.
Avant de rejoindre Spiritual Beggars, il fut membre de Death Organ, un groupe basé à Borlânge.
Il joue du clavier pour différents groupe, dont Arch Enemy sur l'intro 'Enemy Within'. Il joua également du piano pour le groupe de rock progressif Anekdoten avec qui il sortit l'album Vermod en 1993.
En 2007, Per Wiberg collabore à un projet intitulé King Hobo avec le batteur de Clutch, Jean-Paul Gaster, le guitariste de Kamchatka Thomas Andersson et Ulf Rockis Ivarsson. Un deuxième album sort en 2019. 
Depuis 2015, Per Wiberg est le bassiste de Kamchatka, ainsi que deuxième chanteur à partir de 2019. Il suivait ce groupe depuis ses débuts en réalisant leurs pochettes d'album.
Sa petite amie Anna Sofi Dahlberg joue du clavier et du violoncelle pour le groupe suédois de rock progressif Anekdoten.

## Équipement
Per Wiberg utilise des claviers un Korg Triton, Nord Electro 3 et Nord Wave .

## Discographie

### AvecOpeth
- Lamentations Live DVD (2003)
- Ghost Reveries (2005)
- The Roundhouse Tapes Live DVD(2007)
- Watershed (2008)
- In Live Concert At The Royal Albert Hall Live DVD(2010)
- Heritage (2011)

### AvecSpiritual Beggars
- Mantra III (1998)
- Ad Astra (2000)
- On Fire (2002)
- Demons (2005)
- Return to Zero (2010)

### Avec Death Organ
- 9 to 5 (1995)
- Universal Stripsearch (1997)

### Avec Mojobone
- Tales From The Bone (1998)
- Crossroad Message (2002)
- Cowboy Mode (2006)

### AvecKamchatka
- The Search Goes On (2014)
- Long Road Made of Gold (2015)
- Hoodoo Lightning (2019)

### Contributions
- Anekdoten - Vemod (1993)
- Arch Enemy - Burning Bridges (1999)
- Arch Enemy - Wages of Sin (2001)
- Arch Enemy - Anthems of Rebellion (2003)
- Kamchatka - Volume III (2009)